# Eugenia Volodina
Eugenia Volodina (23 de septiembre de 1984) es una modelo rusa.

## Carrera
Su carrera en el modelaje comenzó en 1998 cuando asistió a un casting. A pesar de que no ganó, fue invitada a unirse a un agencia de modelos parisina en 2000. Poco después, fue enviada a París, donde Volodina comenzó a establecer una carrera. Atrajo atención en 2002 con el fotógrafo Steven Meisel la hizo aparecer en la revista Vogue. Ese mismo año, Volodina tomó parte en anuncio de Gucci junto a la modelo rusa Natalia Vodianova y abrió y cerró el evento otoño/invierno 2002 de Gucci en Milán.
Desde entonces, ha aparecido en editoriales de Vogue, Harper's Bazaar, Vanity Fair, i-D, Numéro y Elle.  Ha figurado en catálogos  Bloomingdale's, Louis Vuitton, Neiman Marcus, Kenzo, Hermès, y Victoria's Secret.  Entre sus campañas publicitarias se encuentran Escada, Bvlgari, Bill Blass, Gianni Versace, Valentino, Zac Posen, Salvatore Ferragamo, Fendi, Chanel, Dolce & Gabbana, Oscar de la Renta, Jean Paul Gaultier, Vittadini, Ann Taylor, Elie Tahari, Biotherm, Thierry Mugler y Céline.
Ha caminado para Alberta Ferretti, Alexander McQueen, Balenciaga, Balmain, Blumarine, Bottega Veneta, Calvin Klein, Céline, Chanel, Chloé, Christian Dior, Dolce & Gabbana, DSquared², Emanuel Ungaro, Emilio Pucci, Etro, Fendi, Givenchy, Gucci, Hermès, Jean-Paul Gaultier, Jil Sander, Kenzo, Lanvin, LOEWE, Louis Vuitton, Max Mara, Missoni, Miu Miu, Moschino, Nina Ricci, Prada, Roberto Cavalli, Salvatore Ferragamo, Sonia Rykiel, Stella McCartney, Valentino, Versace, Viktor & Rolf e Yves Saint Laurent.
Volodina iba a ser el nuevo rostro de J'adore Dior pero eecidieron mantener a Carmen Kass, Volodina firmó con Yves Saint-Laurent ese mismo año. Valentino la eligió como rostro de su perfume, Valentino V. Volodina también es el rostro de la marca de ropa interior Eres. Apareció en el calendario Pirelli 2005 junto a Julia Stegner y Adriana Lima.
Volodina desfiló en el Victoria's Secret Fashion Show en 2002, 2003, 2005, y 2007 y fue la única no-ángel en abrir un segmento en el evento de 2005.
En una entrevista con Marie Claire Rusia, Volodina dijo estar estudiando diseño de interiores en París. 
El trabajo más reciente de Eugenia incluye Elle España y Harper's Bazaar Ucrania y portadas de Número Rusia, su participación en evento de primavera 2014 de Ulyana Sergeenko, y anunciando la marca Irfe.
Desfiló para Balmain en 2017 durante la Paris Fashion Week.